# Harmonia dimidiata
Harmonia dimidiata är en skalbaggsart som först beskrevs av Fabricius 1781.  Harmonia dimidiata ingår i släktet Harmonia och familjen nyckelpigor. Inga underarter finns listade i Catalogue of Life.